# Сергий (Белоградский)
Епископ Сергий (Белоградский; ум. 6 октября 1735) — епископ Русской православной церкви, епископ Великоустюжский и Тотемский.

## Биография
Родился в городе Мещовске Калужской губернии.
Был ризничим Белоградскаго епископа в сане иеродиакона. в 1720 году был вызван в Невскую Лавру для службы во флоте.
С 1721 года — иеромонах Александро-Невского монастыря.
3 марта 1722 года возведён в сан архимандрита Московского Высокопетровского монастыря и 28 марта того же года назначен асессором Московской духовной дикастерии (консистории), учреждённой для управления всею синодальною областью.
В 1728 года предположено было вызвать его в Санкт-Петербург для исполнения чреды священнослужения, но он отказался по бедности монастыря и потому что «многие годы без жалованья состоял в московской дикастерии и московской синодальной канцелярии».
3 ноября, был назначен, а 9 декабря 1731 года хиротонисан во епископа Великоустюжского и Тотемского.
Епископ Сергий за короткое время своего правления много сделал для украшения и благоустройства епархии. Окончил перестройку Успенского кафедрального собора, украсил его золочёным иконостасом, пристроил к нему каменную тёплую церковь во имя святых праведных Иоакима и Анны с переходами в архиерейский дом. Выстроил новый архиерейский дом на берегу реки Сухоны и обнёс все строение каменной оградой.
Скончался 6 октября 1735 года и был погребен в Успенском кафедральном соборе.